# Baileya
Genre
Baileya est un genre de plante à fleurs de la famille des Astéracées.

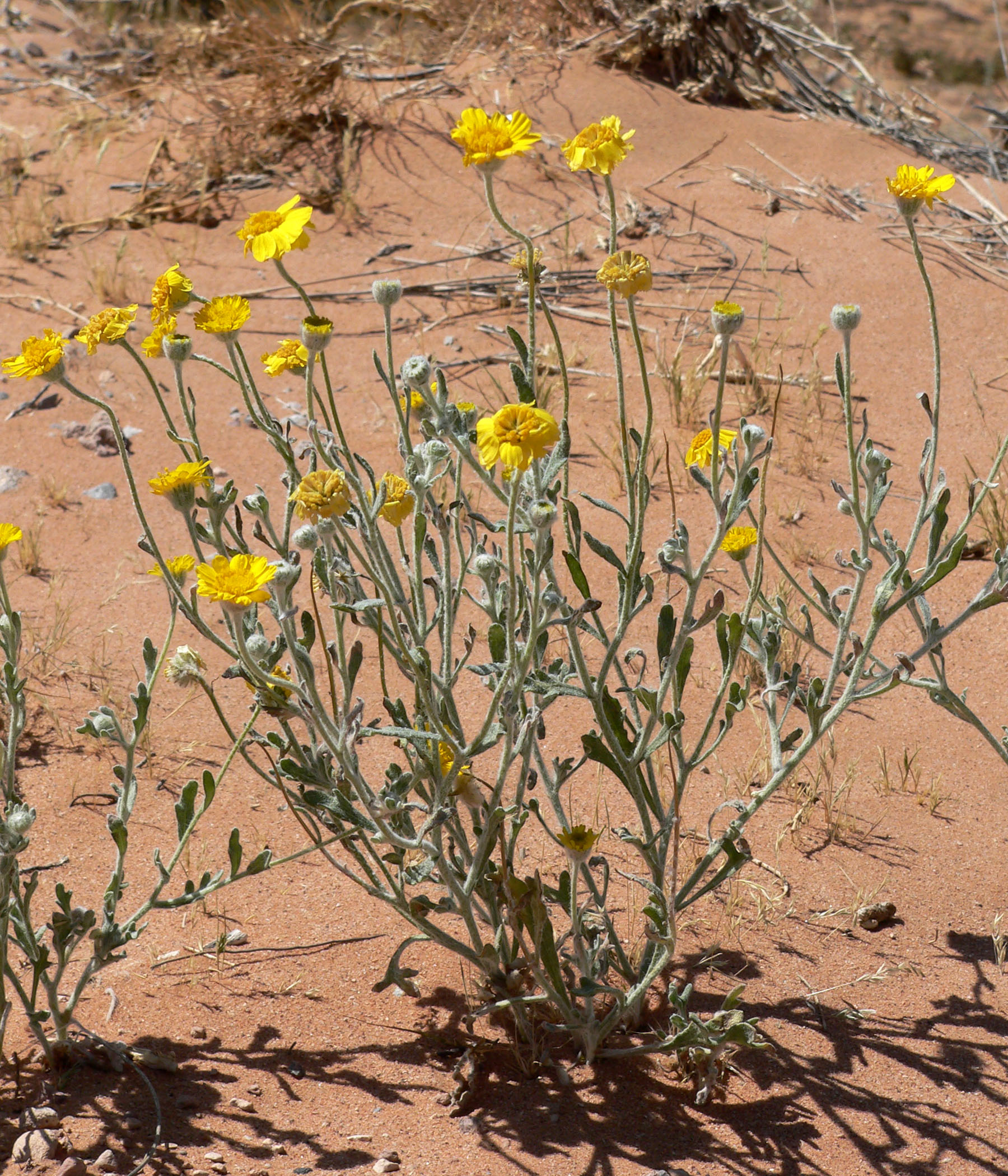
Baileya pleniradiata.

## Étymologie
Le nom Bailaya a été donné en hommage à Jacob Whitman Bailey (en) (1811–1857), chercheur sur les algues diatomées à l'Académie militaire américaine.

## Liste des espèces
Selon Catalogue of Life (29 avril 2017) :
- Baileya multiradiata Harv. & Gray ex Torr.
- Baileya pauciradiata Harv. & Gray ex A. Gray
- Baileya pleniradiata Harvey & A. Gray